# Томенчук Богдан Петрович
Богдан Петрович Томенчук нар. 3 вересня 1950 Ценява Коломийський район  Івано-Франківська область — український історик та археолог, кандидат історичних наук, доцент, завідувач кафедри етнології та археології Прикарпатський національний університет імені Василя Стефаника. Грунтовний спеціаліст з археології та історії древнього Галича. Богданом Томенчуком була сформована нова концепція походження та еволюції Галича і Галицької землі, яка є основою його новітніх наукових досліджень.

## Біографія
Народився 3 вересня 1950 р. в селі Ценява Коломийського району Івано-Франківської області. Проживає у м. Коломия Україна.
Навчався в Коломийській середній школі №10 і №2. Після служби в армії (Чехословаччина) в 1971-1976 рр. навчався на історичному факультеті Чернівецького державного університету імені Ю. Федьковича (ЧДУ). Спеціалізувався з археології. Щорічні стажування проходив у археологічних експедиціях ЧДУ та наукових закладах Києва. Під час навчання в університеті брав участь в чотирьох студентських наукових конференціях у містах Київ та Дніпропетровськ. 

## Наукова діяльність
У 1980 р. працював лаборантом, а в 2002-2008 рр. – науковим співробітник Інституту археології НАНУ (за сумісництвом). Розпочав викладацьку діяльність на кафедрі образотворчого мистецтва художнього факультету Прикарпатського національного університету ім. Василя Стефаника.
У 1980-ті провів археологічні дослідження Калущини спільно з Василенко Борис Анатолійович та Кочкіном Ігорем Тарасовичем. Було досліджено місця, які вивчав Пастернак Ярослав Іванович. У період з 1987 до 1988 року Томенчук та Василенко виявили понад 1500 археологічних пам'яток.
В 1998 р. захистив кандидатську дисертацію по спеціальності археологія в Інституті археології НАНУ. Тема: Некрополі Галича і Галицької землі (Галицько-Буковинського Прикарпаття). З 1999 р. почав працювати доцентом кафедри всесвітньої історії історичного факультету Прикарпатського національного університету імені Василя Стефаника де працював професор Заборовський Ярослав Юрійович. З 2006 р. працює доцентом кафедри етнології та археології. З 2014 р. очолює дану кафедру. 
Є грунтовним фахівецем в галузі археології України понад 40 років свого життя присвятив дослідженню історії Галича та Східної Галичини. З 1989 р. Б. Томенчуком проводяться дослідження давнього Галича. З 2000 р. –  керівник Галицької археологічної експедиції Прикарпатського національного університету імені Василя Стефаника. Крім того виконував обов’язки керівника студентської археологічної практики. Найбільш цікавими дослідженими археологічними об’єктами стали: курган-літописна «Галич-Могила», п’ять дерев’яних палацових комплекси, житлово-господарська забудова дитинця княжого Галича і його оборонні укріплення. Провівши більше 30 археологічних сезонів на території давнього Галича, Б. Томенчуком була сформована нова концепція походження та еволюції Галича і Галицької землі, яка є основою його новітніх наукових досліджень.
Як керівник археологічних експедицій доцент Томенчук провів 45 археологічних сезонів, під час яких, зокрема досліджувались такі літописні міста як Василів, Кучелмін та Биковен на Дністрі, Олешків на Пруті та Городок на Черемоші. Здійснив розкопки десятки оборонних споруд і більше сотні житлово-господарських господарських і ремісничих будівель Х-ХІV ст. крім того, досліджено 4 дерев’яні церкви ХІІ-ХІІІ ст. і серед них унікальна в Європі Олешківська ротонда-усипальниця (20 поховань під підлогою). Всього доцентом Томенчуком вивчено більше 500 давніх поховань періоду ХІІ-ХІІІ ст. Богдан Томенчук виступив науковим консультантом під час розкопок могил жертв сталінських репресій в Дем’яновому Лазі в місті Івано-Франківську.
В 2010-2015 рр. Б. Томенчуком проводились охоронні археологічні дослідження Манявського Скиту в складі Карпатської історико-археологічної експедиції університету та Прикарпатської археологічної експедиції Інституту археології НАНУ (кер. В. Романець). Вивчалась оборонна система та забудова центрального монастирського осідку. Крім того досліджено фундаменти двох дерев’яних церков в урочищах Скитик і Вознесінка.
Приділяє велику увагу охороні археологічних пам'яток. В 2016-2021 рр. провів  охоронні археологічні дослідження Гошівського монастиря в складі Карпатської історико-археологічної експедиції Університету та Інституту археології НАНУ. 
Богдан Петрович Томенчук є автором більш як 150 наукових статей та 10 монографій, у тому числі 5 індивідуальних.

## Міжнародна співпраця
Співпрацює з науковими інститутами Республіки Хорватія

## Нагороди
- Медаль "1125 років Галичу"[9]

## Основні праці
- «Олешківська ротонда. Археологія дерев’яних храмів Галицької землі ХІІ – ХІІІ ст.»

- «Археологія некрополів Галича і Галицької землі. Одержавлення. Християнізація» (2006)

- «Прикарпаття: спадщина віків» (2006)

- «Археологія городищ Галицької землі. Галицько-Буковинське Прикарпаття. Матеріали досліджень. 1976-2006 рр.» (2008)

- «Старожитності Гуцульщини. Джерела з етнічної історії населення Українських Карпат. Каталог пам’яток історії та культури. Т.ІІ. Городища, замки, осередки солевидобутку, давні транскарпатські шляхи» (2011)

- «Галич і Мала Галицька земля XІІ – XІІІ ст. Історична топографія городищ» (Івано-Франківськ, 2016)